# Het blauwe licht (sprookje)
Het blauwe licht is een sprookje uit Kinder- und Hausmärchen, de verzameling van de gebroeders Grimm, met als nummer KHM116. De oorspronkelijke naam is Das blaue Licht.

## Het verhaal
Een soldaat is zijn koning altijd trouw geweest en heeft vele verwondingen opgelopen in de oorlog, maar de koning stuurt hem na de oorlog naar huis en zegt dat mensen alleen geld krijgen als ze diensten verlenen. De soldaat komt in een bos en komt bij het huis van een heks. De heks laat hem binnen en wil dat de soldaat haar tuin omspit. 's Avonds heeft hij het nog niet klaar en hij mag een nacht blijven als hij de volgende dag een bos hout voor haar hakt. De soldaat mag nog een nacht blijven als hij de volgende dag haar lamp uit een oude put zonder water haalt. De lamp geeft blauw licht en dooft nooit.
De volgende dag laat de heks de soldaat in een mand naar beneden zakken en hij vindt het blauwe licht, waarna hij weer omhoog wordt gehesen. Als de heks de lamp wil aanpakken, houdt hij hem vast omdat hij vermoedt dat ze hem laat vallen zodra de lamp in haar bezit is. De heks laat de mand toch vallen en de soldaat bezeert zich niet. Het blauwe licht blijft branden en hij vindt zijn tabakspijp in zijn zak. Met het blauwe licht steekt hij hem aan en begint te roken. Als de rook de ruimte gevuld heeft, verschijnt een klein zwart mannetje en deze vraagt wat de meester beveelt.
De soldaat is verbaasd en hoort dat het mannetje alles moet doen wat hij wenst. Het mannetje neemt hem mee door een onderaardse gang en wijst de schatten van de heks aan. De soldaat pakt zoveel goud als hij dragen kan en laat het mannetje de oude heks vastbinden. Ze wordt voor de rechter gesleept en als het mannetje terugkomt, vertelt hij dat ze aan de galg hangt. De soldaat stuurt het mannetje naar huis, maar wil wel dat hij helpt als hij hem nodig heeft. Het mannetje antwoordt dat hij slechts zijn pijp hoeft aan te steken met het blauwe licht.
De soldaat gaat terug naar de stad en laat mooie kleren maken, kiest de beste herberg en roept het mannetje dan op. Hij wil wraak nemen op de koning. De koningsdochter moet slapend naar de herberg gebracht worden en wordt de dienstmeid van de soldaat. Als de klok twaalf slaat, komt het mannetje binnen met de koningsdochter. De soldaat laat haar schoonmaken en ze moet zijn laarzen uittrekken. Ze doet alles wat hij eist en als de haan kraait, brengt het mannetje haar terug naar het paleis. De koningsdochter vertelt haar vader over de wonderbaarlijke droom en hij raadt haar aan haar zakken met erwten te vullen. Zo kan ze een spoor achterlaten, maar het mannetje staat er onzichtbaar bij en hoort alles.
Het mannetje strooit in alle straten erwten, zodat niemand het spoor kan volgen. De arme kinderen van de stad rapen de erwten op, als de mannen van de koning het spoor gaan zoeken. De koning raadt zijn dochter dan aan om een van haar schoenen te verstoppen, het mannetje hoort het en waarschuwt zijn meester. Maar toch wil de soldaat dat de koningsdochter als meid komt werken en het mannetje haalt haar op. Ze verstopt een schoen onder het bed van de soldaat en de volgende dag laat de koning alle huizen doorzoeken. De soldaat wordt in de gevangenis gegooid en heeft het blauwe licht en het goud nog bij zich.
Hij kijkt uit het raam en ziet een oude makker langslopen, hij vraagt zijn bundeltje uit de herberg te halen voor een dukaat. De kameraad doet wat gevraagd wordt en de soldaat steekt zijn pijp aan. Het zwarte mannetje komt en vertelt dat de soldaat zich gewoon moet laten brengen naar de plek waar hij gebracht zal worden. De volgende dag wordt de soldaat veroordeeld tot de dood. Hij vraagt een laatste wens te mogen doen en dit is zijn pijp te mogen roken. De soldaat steekt met het blauwe licht zijn pijp aan en het mannetje slaat de rechter met zijn knuppel. Ook de gerechtsdienaren en de koning worden niet gespaard en de soldaat krijgt het rijk en de koningsdochter als vrouw.

## Achtergronden bij het verhaal
- Het sprookje komt uit Mecklenburg.
- De pijp die de soldaat rookt, is volgens sommigen verwant met de fluitpijp die macht heeft over de aardgeesten.
- Het motief van de fluit komt voor in Het zingende botje (KHM28), Het aardmanneke (KHM91), De drie vogeltjes (KHM96), Fernand getrouw en Fernand ontrouw (KHM126) en De waternimf in de vijver (KHM181).
- Het blauwe licht kan gezien worden als het licht van de geest, zie bijvoorbeeld dwaallicht en ossaert.
- De put komt in veel sprookjes voor en staat vaak symbool voor de onderwereld. Vergelijk Vrouw Holle (KHM24).
- Het sprookje is verwant met het verhaal over Alladin uit Duizend-en-een-nacht, De wonderlijke speelman (KHM8) en Het zingende botje (KHM28). Het sprookje De Tondeldoos van Hans Christian Andersen heeft ook veel overeenkomsten, maar hierin vervullen drie gigantische honden de wensen. Ook een tondeldoos kan gebruikt worden om dingen aan te steken.
- Iets ophalen uit een put en achtergelaten worden, komt ook voor in Het aardmanneke (KHM91).
- De afgedankte soldaat komt ook voor in Met z'n zessen de hele wereld rond (KHM71), Vrolijke Frans (KHM81), De roetzwarte broer van de duivel (KHM100), Berenpels (KHM101), De stukgedanste schoentjes (KHM133), De laars van buffelleer (KHM199), De veelgelovende koningsdochter en De avonturen van een soldaat.
- Het kleine, grijze of oude mannetje treedt vaak op als helper van de mens, maar kan ook boosaardig zijn. Denk ook aan een kabouter, dwerg, gnoom, trol of onderaardse geest. Zie hiervoor ook De drie mannetjes in het bos (KHM13), Het zingende botje (KHM28), De kabouters (KHM39), Repelsteeltje (KHM55), De bijenkoningin (KHM62), De gouden gans (KHM64), Het water des levens (KHM97), De geest in de fles (KHM99), De jood in de doornstruik (KHM110), Vogel Grijp (KHM165), Sterke Hans (KHM166) en De geschenken van het kleine volkje (KHM182).
- De strijd tegen heks en koning komt voor in Met z'n zessen de hele wereld rond (KHM71) en De zes dienaren (KHM134).
- Ook in De roversbruidegom (KHM40) wordt een spoor met erwten gemaakt.
- Iemand opsporen door middel van een achtergelaten schoen komt ook voor in Assepoester (KHM21).
- Zie ook De toverfles.

## Trivia
Het hoorspel Het blauwe licht is gebaseerd op dit sprookje.